# Isogona natatrix
Isogona natatrix är en fjärilsart som beskrevs av Achille Guenée 1852. Isogona natatrix ingår i släktet Isogona och familjen nattflyn. Inga underarter finns listade i Catalogue of Life.